# 仁额普蔼
仁额普蔼（zɤ33 ɣɯ21 phu21 ɣe33），宋朝史料作普贵，名守䢜，又作宇归，水西（慕俄格）第二十七代首领，五代十国末年、北宋初年乌蛮罗甸国主。
仁额普蔼一说是汉牂牁“黑卢鹿”默部第五十四世首领，蜀汉时济火后裔，称“鬼主”“鬼王”。水西昂则安氏认为他是远祖，说昂则王那志笃色向东略土，取更糯（今贵州），住石人山，三传至阿佩归附唐朝，又数传至普贵，承封罗甸国王。宋太祖开宝七年（974年）受诏谕纳土归顺，宋太祖仍赐罗甸王爵，镇守一方，世领罗甸（今贵州省南部罗甸县地区），为贵州彝族先民之一支。 